# Akt wiary
Akt wiary – nazwa określająca krótkie modlitwy w religii chrześcijańskiej, w których prosi się o przymnożenie wiary w Boga i jego obecność.
"Akt (wiary) wierzącego nie odnosi się do tego, co się wypowiada, ale do rzeczywistości (wypowiadanej)".
Najbardziej znana w Polsce formuła aktu wiary to:

Wierzę w Ciebie, Boże żywy,
W trójcy jedyny, prawdziwy.
Wierzę w coś objawił, Boże,
Twe słowo mylić nie może.

Klasycy duchowości chrześcijańskiej zalecają odmawianie aktów wiary (formuł bądź aktów własnymi słowami) wiele razy w ciągu dnia. Szczególnie doniosły moment, w którym zaleca się odmawianiu aktu wiary, to przeistoczenie podczas Mszy Świętej.
Innym znanym aktem wiary jest credo wchodzące w skład Mszy Świętej, a także tzw. Skład Apostolski.